# Anna Zagórska
Anna Zagórska (Polonia, 26 de junio de 1980) es una atleta polaca retirada especializada en la prueba de 4x400 m, en la que consiguió ser subcampeona europea en pista cubierta en 2002.

## Carrera deportiva
En el Campeonato Europeo de Atletismo en Pista Cubierta de 2002 ganó la medalla de plata en los relevos de 4x400 metros, con un tiempo de 3:32.45 segundos, tras Bielorrusia y por delante de Italia (bronce).